# Josh Cahill
Josh Cahill (* 17. června 1986, Mildenau) je německo-český letecký vloger, bloger a kritik leteckých společností, který je známý především svými recenzemi leteckých společností na svém kanálu na YouTube. Je považován za jednoho z nejsledovanějších recenzentů letů na internetu. Nejvíce se proslavil organizací historicky prvního afghánského letu výhradně ženských letadel společně s Kam Air v únoru 2021 na lince z Herátu do Kábulu, za což obdržel cenu Aviation Achievement Award.

## Raný život
Josh Cahill se narodil německému otci a české matce, jeho babička pochází z Ukrajiny. Jeho matka přišla do Německa jako uprchlice v 80. letech 20. století z Československa. Vyrůstal v malé vesnici Mildenau.
Než Cahill založil svůj YouTube kanál, pracoval v pohostinství v Dubaji a také v Pekingu. Působil také jako ambasador země pro pohostinskou síť CouchSurfing.

## Kariéra
Cahill začal cestovat v roce 2005, kdy se poprvé vydal do Litvy.
V roce 2009 se vydal stopem z Německa do Íránu a prohlásil, že „ztracení se v Íránu“ změnilo jeho život i pohled na cestování. V roce 2013 Cahill založil svůj oceňovaný blog Go Travel Your Way, který se zaměřuje na recenze leteckých společností a méně obvyklé destinace. Pozornost médií si získal svou turistickou návštěvou Afghánistánu v roce 2015 a také návštěvou Severní Koreje v roce 2017, kterou označil za jednu ze svých dosud nejzajímavějších cest.
V červenci 2015 zveřejnil na svém kanálu na YouTube svou první recenzi letu a od té doby získal více než 100 milionů zhlédnutí, což z něj činí jednoho z nejsledovanějších recenzentů letů na internetu. Ročně létá v průměru 150krát a procestoval více než 100 zemí. Jeho nejsledovanější recenze má přes 21 milionů zhlédnutí.
Zpravodajský web Mashable kdysi Cahilla popsal jako „oceňovaného bloggera, který se stal bloggerem, který je nejznámější tím, že zveřejňuje upřímné, spravedlivé a vyvážené recenze na lety, které absolvoval“.
AsiaOne ho nazvala „guru leteckého cestování“. V roce 2018 získal ocenění „Nejlepší letecký kanál“ v soutěži TBC Asia Travel Blogger Awards.
Dne 22. prosince 2020 se zúčastnil předání prvního Airbusu A330-800 společnosti Uganda Airlines z Toulouse do Entebbe, které vedl generál Katumba Wamala, tehdejší ugandský ministr prací a dopravy.
Dne 24. února 2021 zdokumentoval historicky první let afghánské letky s čistě ženskou posádkou společnosti Kam Air, který pomáhal organizovat. První afghánská pilotka aerolinek, dvaadvacetiletá Mohadese Mirzaee, se připojila ke kapitánce Veronice Borysové z Ukrajiny a pilotovala Boeing 737-500 z mezinárodního letiště Hamída Karzáího v Kábulu do Herátu. Let trval 90 minut. Cahill tento okamžik označila za historický, „vzhledem k tomu, že během okupace Tálibánem neměly ženy v Afghánistánu žádná práva“. Událost se dostala na titulní stránky světových novin a informovaly o ní BBC, DW a Business Insider. Později vyšlo najevo, že jak letecká společnost, tak Cahill dostaly výhrůžky od Tálibánu, který byl proti tomuto nápadu.
V dubnu 2021 obdržel Cahill cenu AeroTime Aviation Achievement Award 2021 za pokrytí letu společnosti Kam Air a „jako uznání jeho oddanosti leteckému průmyslu, za jeho zaměření na rovnost, podporu rozmanitosti a inkluze v tomto odvětví“. Cenu mu předal bývalý velvyslanec EU v Afghánistánu Vygaudas Ušackas.

### Malaysia Airlines
V roce 2018 Cahill zveřejnil recenzi společnosti Malaysia Airlines, v níž tvrdil, že ho palubní personál během letu z Kuala Lumpuru do Londýna šikanoval za to, že během letu sdílel své myšlenky na Instagramu pomocí palubní Wi-Fi. Recenze byla zhlédnuta více než 2 milionkrát a rychle ji převzala média jako Sun nebo News.com.au.
Od generálního ředitele Izhama Ismaila obdržel omluvný e-mail; Cahill uvedl, že se jednalo o „šablonovitý e-mail“ a že „to bylo zjevně proto, aby mi zabránil získat další záběry a vytvořit špatnou recenzi na mém kanálu“.
Letecká společnost nabídla Cahillovi vrácení peněz, ale ten navrhl, aby místo toho peníze věnovala nadaci Make-a-Wish Foundation. Později vyšlo najevo, že letecká společnost vrácené peníze charitativní organizaci nikdy nepředala.

### Singapore Airlines
Dne 7. ledna 2020 zveřejnil Cahill jedenáctiminutovou recenzi letu společnosti Singapore Airlines (SQ) z Londýna do Singapuru. Uvedl, že palubní personál byl „největším zklamáním“ letu, konkrétně že měl „nulovou politiku angažovanosti“. Řekl, že „nestojí ani za dolar“, ale ujistil, že „je to skvělý produkt“.
Video způsobilo, že Cahill čelil na internetu odporu. Někteří ho žádali, aby „nesoudil a nedělal závěry na základě jednoho letu“, zatímco jiní doporučují byznys nebo první třídu pro osobnější posádku. Obdržel také rasistické a urážlivé komentáře, mezi nimi jeden od někoho, kdo tvrdil, že je členem posádky Singapore Airlines, který napsal: „You Ang moh piece of shit, I c u onboard sq again will cut ur throat and shit in your head entitled shit our cabin crew fukin hates you.“ Na sociálních sítích se objevilo více než 100 urážlivých zpráv. Cahill na to reaguje slovy: „Vše, co jsem poskytl, byla upřímná zpětná vazba založená na mých zkušenostech“. Cahill uvedl, že byl v kontaktu s úřady a žádal, aby byl vypátrán majitel účtu, který mu vyhrožoval smrtí. Úřady odpověděly, že pokud jsou obvinění pravdivá, „budou podniknuty příslušné kroky“.
Následně vyšlo najevo, že Cahillova přítelkyně Seraphina Yongová je členkou posádky Singapore Airlines; i ona obdržela zprávu s dotazem, zda si je opravdu jistá, že se má s Cahillem nadále stýkat. Uvedla, že „není nic špatného na tom, když mluví pravdu“.
Zpravodajská publikace Must Share A News uvedla, že reakce byla způsobena tím, že „Singapurci mají nemístný pocit nacionalismu“. Naznačila také, že by Singapurci neměli být vůči své letecké společnosti příliš ambiciózní.

### Tunisair
V roce 2020 letěl Cahill na palubě Airbusu A330 společnosti Tunisair a podělil se o své „nepříjemné zážitky“ v salónku na mezinárodním letišti Tunis-Kartágo i na palubě letadla. Ústřední ředitel pro komunikaci Sami Blidi uvedl, že některé služby byly v době pandemie covidu-19 pro veřejnost uzavřeny. Blidi také kritizoval Cahilla za to, že v rámci zdravotních protokolů nenosí ochranu dýchacích cest, a uvedl, že salónek je otevřen až od 5:00.
Cahill pak na Instagramu kritizoval Blidiho tvrzení a uvedl, že do salónku vstoupil v 05:15 hodin. Tato tvrzení později podpořil internetový zpravodajský kanál AJ+, který zveřejnil snímky obrazovky, na nichž je vidět, že Cahill byl v salónku v 05:17. Za odhalení letecké společnosti se mu dostalo velké podpory na internetu.
Později se k Cahillově snaze připojil i tuniský herec Dhaffer L'Abidine, který na svém kanálu na Instagramu rovněž zveřejnil video, na němž je vidět rozbité a špinavé sedadlo. Napsal, že „nejlepší způsob, jak bojovat proti této neschopnosti a korupci, je odhalit pravdu“.
V roce 2021, tedy rok po svém prvním videu, Cahill znovu zrevidoval Tunisair. Tentokrát z Istanbulu do Tunisu letadlem Airbus A320, přičemž leteckou společnost označil za „národní ostudu“. Kabina se v jeho recenzi jevila jako rozbitá a vybydlená, kromě jiných nedostatků, které zmínil. Po příletu na mezinárodní letiště v Tunisu byl kvůli svému předchozímu videu vyslýchán pěti policisty a požádán, aby odevzdal kameru, což odmítl.

## Ocenění a uznání
2018:
- Nejlepší letecký kanál v soutěži TBC Asia Travel Bloggers Award 2018[25][26]

2021:
- AeroTime Aviation Achievement Award 2021[15]